# Jordy Deckers
Jordy Deckers (Almere, 20 de juny de 1989) és un futbolista neerlandès, que juga com a porter pel VVV-Venlo a l'Eerste Divisie neerlandesa. Anteriorment va jugar a l'AZ Alkmaar, el SC Telstar, l'AFC Ajax i el SBV Excelsior.